# Arboretum Schloss Amerang
Das Arboretum Schloss Amerang besteht seit 1889 am Schloss Amerang im oberbayerischen Landkreis Rosenheim. Die Gemeinde Amerang als Träger der Maßnahme übernahm die Planung und die Ausführung und organisiert den laufenden Unterhalt des Exoten- und Naturwaldes mit Unterstützung der Familie Crailsheim und des Fördervereins Schloss Amerang e. V.

## Konzeption
Die Konzeption des Arboretums wurde durch den Architekten Sepp Gießibl († 2011) in Kooperation mit der Familie Crailsheim unter fachlicher Begleitung durch Georg Kasberger und Ferdinand Weber vom Amt für Landwirtschaft und Forsten Rosenheim erstellt. Es wird mit Unterstützung über das EU-Programm Leader+ das vorhandene Arboretum fachlich und didaktisch aufbereitet.
In Amerang hat sich herausgestellt, dass sich die Sicheltanne (Chryptomeria japonica), der wichtigste Waldbaum Japans, in den letzten 30 Jahren besonders gut entwickeln konnte. Auch bei der Hemlocktanne (Tsuga heterophylla) und dem Riesen-Lebensbaum (Thuja plicata) konnte Ähnliches festgestellt werden.

## Standort
Der Weg am Schlossbach setzt sich unter dem Eisenbahn-Viadukt bis zum Landschaftsschutzgebiet Freimoos fort und schließt dort an das Wander- und Radwegenetz der „Chiemgauer Seenplatte“ an. Die straßenmäßige Erschließung erfolgt über die vorhandene Zufahrt zu Schloss Amerang. Der Zugang erfolgt südlich des Wirtschaftsgebäudes vor dem Schloss oder vom Parkplatz am Ortsausgang von Amerang nach Halfing. Das etwa drei Hektar große Ameranger Arboretum wurde am Südwesthang um das Schloss angelegt. Vertreten sind hier etwa 100 Baumarten aus allen Teilen der Welt. Nach Norden schließt sich ein naturbelassener 150 Jahre alter Mischwald an, aus dem seit einigen Jahrzehnten kein Holz mehr entnommen wurde.

## Bestände
- Araukarie (Araucaria araucana)
- Baumhasel (Corylus colurna)
- Grüne Douglasie (Pseudotsuga menziesii)
- Eibe (Taxus baccata)
- Ginkgo (Ginkgo biloba)
- Hemlocktanne (Tsuga canadensis)
- Große Küstentanne (Abies grandis)
- Sicheltanne (Cryptomeria japonica)
- Bergulme (Ulmus glabra hudson)